# Ionuț Larie
Ionuț Justinian Larie (n. 16 ianuarie 1987, Constanța, România) este un fotbalist român, care joacă pe post de fundaș central sau fundaș la FCV Farul în SuperLiga României. Pe plan internațional, are prezențe la națională pentru România Sub-21.

## Palmares

#### Club
- CFR Cluj
  - Cupa României: 2015-2016